# Side Impact Protection System
Side Impact Protection System (SIPS) (oder auch Seitenaufprallschutz) ist ein von Volvo entwickeltes Sicherheitskonzept im Automobilbau.
Erstmals eingeführt wurde das Seitenaufprallschutzsystem SIPS 1991 im Volvo 850, Volvo 740 und der Volvo 900 Serie zum Modelljahr 1992. Es ist seitdem Bestandteil der Standardausstattung bei jedem neuen Volvo.
Das System besteht aus einer verstärkten B-Säule, verstärkten Seitenschwellern und zusätzlichen Verstrebungen im Fahrzeugdach und Fahrzeugboden. Zusätzlich wurden energieabsorbierende Strukturen in die Türen und die Mittelkonsole eingebaut. In den Türen wurden zusätzliche Querträger aus hochfestem Stahl eingebaut und Hohlräume mit bienenwabenartigen Kunststoffblöcken ausgefüllt. Zusammen mit den verstärkten Sitzkonsolen der Vordersitze wird so die Aufprallenergie bei einem Seitenaufprall gezielt in die Fahrzeugstruktur gelenkt, um die Insassen zu schützen. Dabei ist die Mittelkonsole gezielt darauf ausgelegt, gestaucht zu werden, um ein seitliches Verschieben der Vordersitze zu ermöglichen und die auf den Insassen einwirkenden Kräfte zu minimieren.
1994 wurde für Fahrzeuge des Modelljahres 1995 der sogenannte SIPS-BAG eingeführt. Dabei handelt es sich um einen mechanisch ausgelösten Seitenairbag in beiden Vordersitzen, der den Rippenbereich des Sitzinsassen schützt. Der Nachfolger SIPS-BAG II wurde 1998 für Volvo S70 und Volvo V70 des Modelljahres 1999 eingeführt. Der Airbag wurde vergrößert und schützt jetzt auch den Kopf der vorderen Insassen. 

Beim neuentwickelten Volvo S80 wurde statt des SIPS-BAG II der IC-Airbag zusätzlich zum existierenden SIPS-BAG eingeführt, sodass nun auch die Insassen der Rückbank durch einen Kopfairbag geschützt wurden. Nachdem der IC-Airbag ausgelöst wurde, bleibt er drei Sekunden lang aufgeblasen, um die Insassen auch bei einem Fahrzeugüberschlag schützen zu können. 

Ab 2005 wurde die Airbagkonstruktion überarbeitet, sodass zum Teil zwei getrennte SIPS-BAG zum Einsatz kommen. Dadurch wird neben dem Brustkorb auch die Hüfte bei einem Seitenaufprall geschützt.

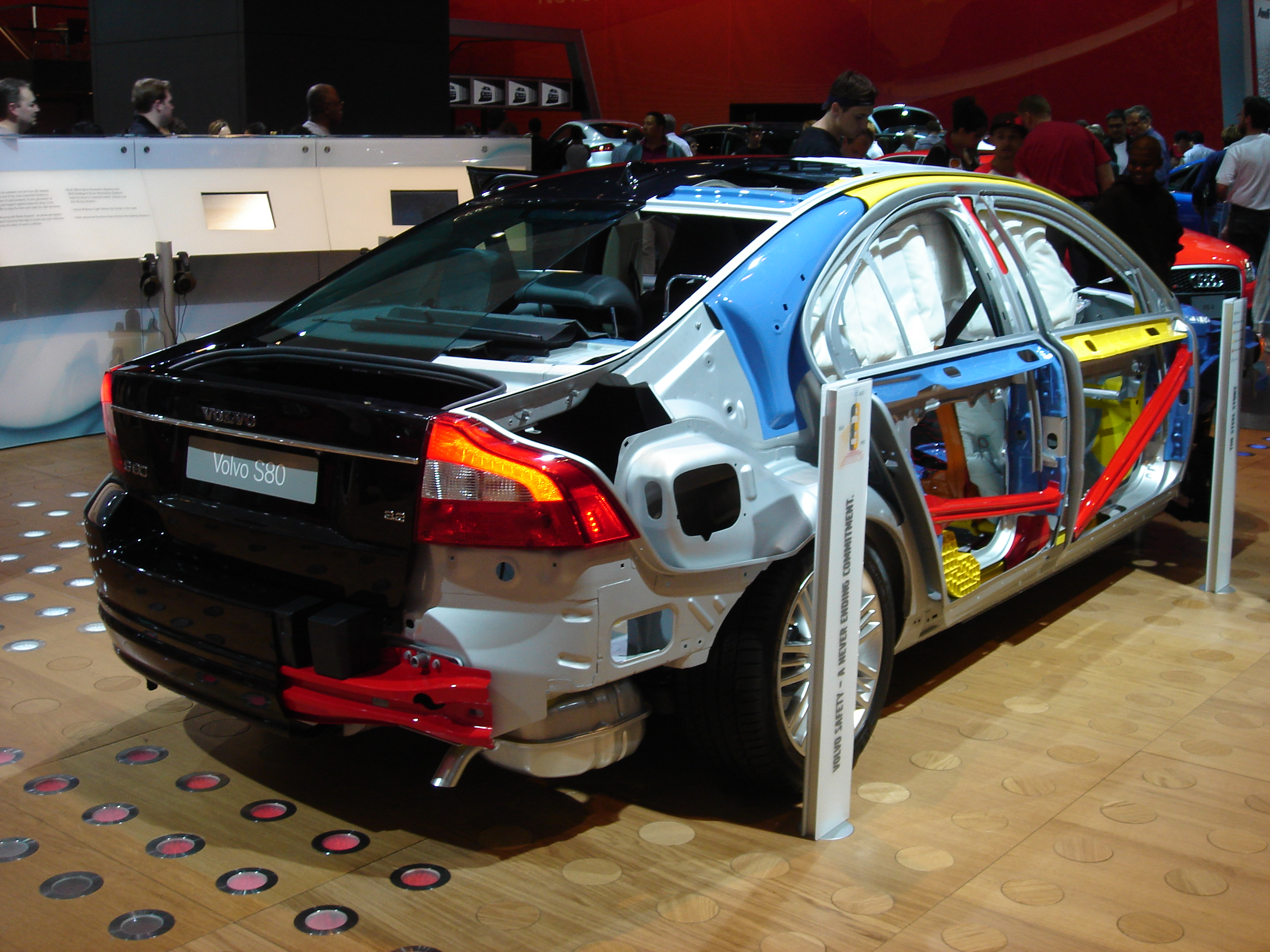
SIPS im Volvo S80 II
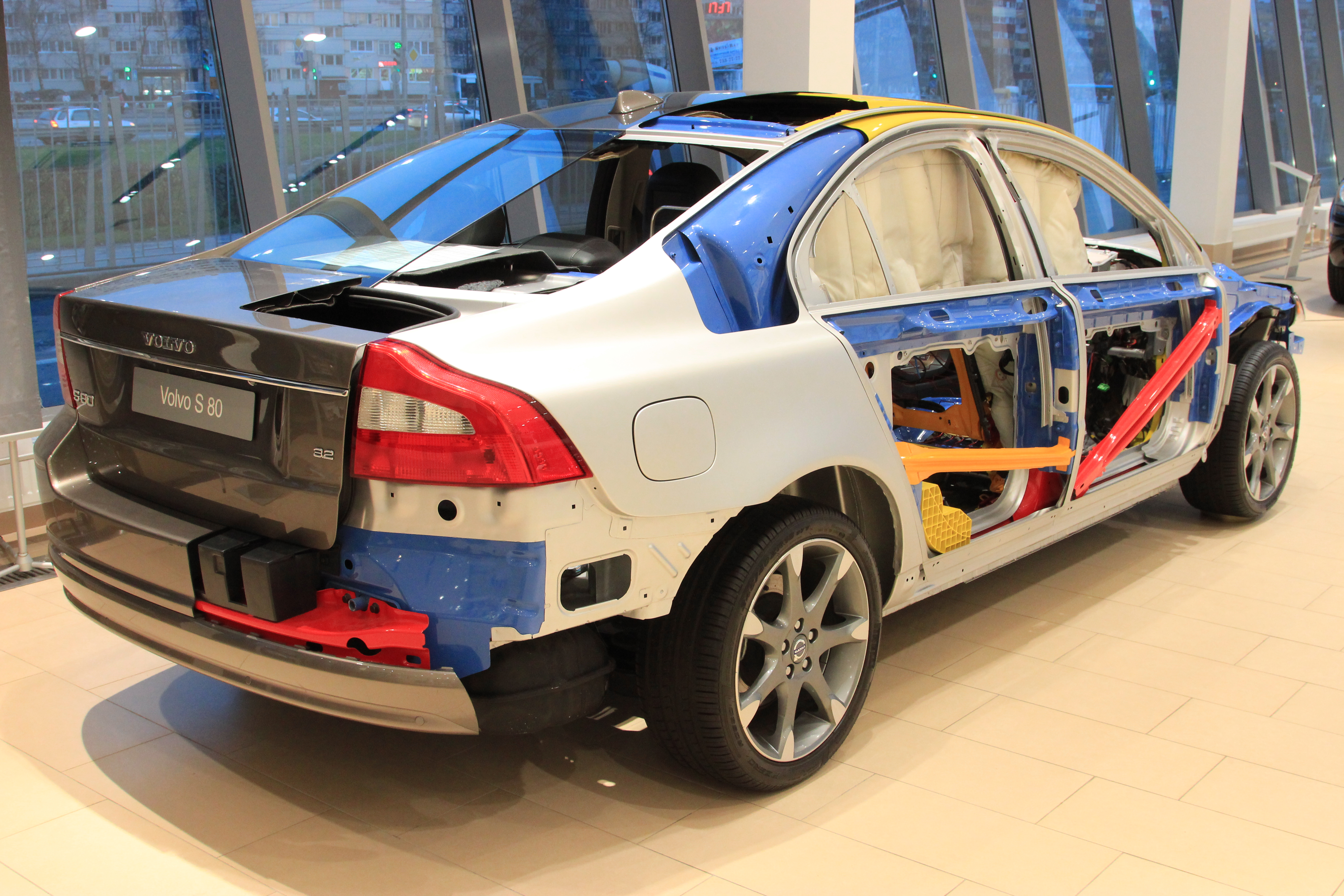
SIPS im Volvo S80 II
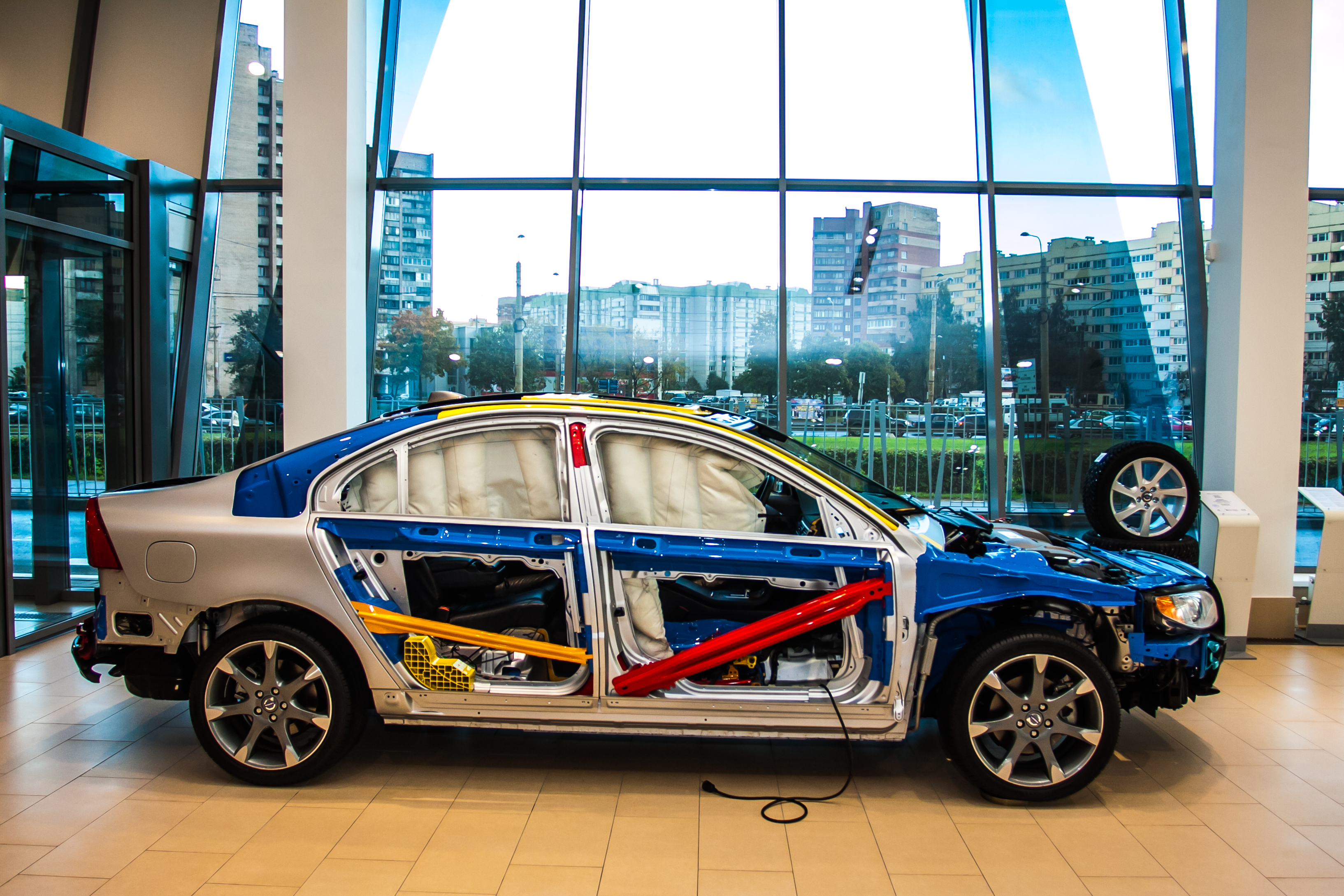
SIPS im Volvo S80 II